# Здание главного почтамта (Минск)
Минский почтамт — здание в Минске, расположенное по адресу: пр. Независимости, 10. Памятник архитектуры, построенный в 1949—1953 годах (архитектор В. Король).

## Архитектура
Состоит из двух соединённых между собой объёмов — основного четырёхэтажного, П-образного в плане, поставленного вдоль красной линии проспекта Независимости, и пристроенного к нему с тыла (круглого в плане, в виде ротонды с куполом; диаметр 30 м), где расположен большой операционный зал. Главный фасад здания, ориентированный на проспект Независимости, симметричен. Расположенные по всему фасаду колонны большого коринфского ордера, массивные формы центральной арки входа с пилонами, которая значительно выступает из плоскости фасада, высокий аттик придают зданию монументальный характер. В отделке фасадов и интерьеров использованы природный камень, высококачественная штукатурка, лепные детали, витражи с изображениями памятников зодчества Белоруссии (1980 год, В. Позняк).
Здание является характерным примером использования элементов классического наследия в архитектуре Белоруссии 1940—1950-х годов.
В 2022-2024 годах были проведены работы по реставрации фасадов здания с воссозданием исторических декоративных элементов и колорита.